# Diócesis de Nalgonda
La diócesis de Nalgonda (en latín: Dioecesis Nalgondaënsis y en inglés: Roman Catholic Diocese of Nalgonda) es una circunscripción eclesiástica de la Iglesia católica en India. Se trata de una diócesis latina, sufragánea de la arquidiócesis de Hyderabad. Desde el 31 de julio de 2021 es sede vacante.

## Territorio y organización
La diócesis tiene 32 632 km² y extiende su jurisdicción sobre los fieles católicos de rito latino residentes en el estado de Telangana en los distritos de: Nalgonda y Mahbubnagar.
La sede de la diócesis se encuentra en la ciudad de Nalgonda, en donde se halla la Catedral de María Reina de los Apóstoles.
En 2021 en la diócesis existían 70 parroquias.

## Historia
La diócesis fue erigida el 31 de mayo de 1976 con la bula Animarum utilitati del papa Pablo VI, obteniendo el territorio de la arquidiócesis de Hyderabad y la diócesis de Warangal.

## Estadísticas
Según el Anuario Pontificio 2022 la diócesis tenía a fines de 2021 un total de 69 890 fieles bautizados.
| Año                                                                             | Población            | Población | Población      | Sacerdotes | Sacerdotes    | Sacerdotes    | Bautizados por sacerdote | Diáconos permanentes | Religiosos | Religiosos | Parroquias |
| Año                                                                             | Bautizados católicos | Total     | % de católicos | Total      | Clero secular | Clero regular | Bautizados por sacerdote | Diáconos permanentes | Varones    | Mujeres    | Parroquias |
| ------------------------------------------------------------------------------- | -------------------- | --------- | -------------- | ---------- | ------------- | ------------- | ------------------------ | -------------------- | ---------- | ---------- | ---------- |
| 1980                                                                            | 31 650               | 4 126 000 | 0.8            | 43         | 27            | 16            | 736                      |                      | 29         | 154        | 23         |
| 1990                                                                            | 43 000               | 5 281 125 | 0.8            | 75         | 50            | 25            | 573                      |                      | 42         | 200        | 35         |
| 1999                                                                            | 60 162               | 5 231 567 | 1.1            | 87         | 64            | 23            | 691                      |                      | 77         | 264        | 40         |
| 2000                                                                            | 61 180               | 5 331 567 | 1.1            | 87         | 67            | 20            | 703                      |                      | 73         | 272        | 42         |
| 2001                                                                            | 64 180               | 5 416 986 | 1.2            | 85         | 71            | 14            | 755                      |                      | 67         | 272        | 43         |
| 2002                                                                            | 66 280               | 5 616 986 | 1.2            | 90         | 74            | 16            | 736                      |                      | 66         | 314        | 45         |
| 2003                                                                            | 66 892               | 5 618 723 | 1.2            | 94         | 75            | 19            | 711                      |                      | 69         | 318        | 46         |
| 2004                                                                            | 66 997               | 5 622 168 | 1.2            | 100        | 81            | 19            | 669                      |                      | 28         | 320        | 47         |
| 2013                                                                            | 74 345               | 6 297 582 | 1.2            | 125        | 97            | 28            | 594                      |                      | 51         | 361        | 65         |
| 2016                                                                            | 73 452               | 6 536 676 | 1.1            | 134        | 82            | 52            | 548                      |                      | 66         | 375        | 65         |
| 2019                                                                            | 76 300               | 6 800 000 | 1.1            | 133        | 79            | 54            | 573                      |                      | 73         | 420        | 70         |
| 2021                                                                            | 69 890               | 6 947 275 | 1.0            | 134        | 74            | 60            | 521                      |                      | 89         | 296        | 70         |
| Fuente: Catholic-Hierarchy, que a su vez toma los datos del Anuario Pontificio. |                      |           |                |            |               |               |                          |                      |            |            |            |

## Episcopologio
- Mathew Cheriankunnel, P.I.M.E. † (31 de mayo de 1976-22 de diciembre de 1986 nombrado obispo coadjutor de Kurnool)
  - Sede vacante (1986-1989)
- Innayya Chinna Addagatla † (17 de abril de 1989-1 de julio de 1993 nombrado obispo de Srikakulam)
  - Sede vacante (1993-1997)
- Joji Govindu (21 de abril de 1997-31 de julio de 2021 retirado)
  - Sede vacante, desde 2021